# Trận sông Aisne lần thứ nhất
Trận sông Aisne lần thứ nhất là một trận đánh trên Mặt trận phía tây của cuộc Chiến tranh thế giới thứ nhất, diễn ra từ ngày 12 cho đến ngày 28 tháng 9 năm 1914. Trong trận chiến này - vốn bắt nguồn từ cuộc truy đuổi của quân đồng minh Anh - Pháp sau trận sông Marne lần thứ nhất, quân đội Đế quốc Đức (gồm thâu các Tập đoàn quân số 1, số 2 và số 7) đã liên tiếp đánh bật các cuộc tiến công của liên quân (gồm thâu các Tập đoàn quân số 5, số 6 của Pháp và quân đội Viễn chinh Anh), gây thiệt hại nặng nề cho quân đội Anh - Pháp trong từng đợt tập kích của họ. Thắng lợi phòng ngự của quân đội Đức trong trận Aisne lần thứ nhất đã thể hiện tính chất dễ thủ khó công của Mặt trận phía tây khi ấy, đồng thời cũng chứng tỏ ý nghĩa của trận đánh này là đánh dấu sự chấm dứt của cuộc chiến tranh cơ động giữa quân Đức và liên quân Anh - Pháp, cùng với sự mở đầu của tình trạng chiến tranh chiến hào trên Mặt trận phía tây.
Vào ngày 11 tháng 9 năm 1914, sau khi bị đánh bại trong trận Marne lần thứ nhất, quân đội Đức triệt thoái về sông Aisne và phòng ngự ở vùng đất cao ở hướng Bắc con sông này. Trong ngày hôm đó, các Tập đoàn quân số 1 và số 2 của Đức đã bắt đầu đào hào bên sông Aisne. Tập đoàn quân số 7 của Đức cũng tham gia đóng quân ở mạn Bắc sông Aisne. Quân đội phe Hiệp Ước đã tiến công không lâu sau khi quân Đức đến được cao điểm Chemin des Dames: vào ngày 12 tháng 9 năm 1914, một Sư đoàn Bộ binh Anh đã đến cái chóp của khu đất cao tại Venizel, nằm giữa chiến tuyến sông Aisne, nhưng Lực lượng Viễn chinh Anh sớm bị sa lầy ở giữa chiến tuyến. Hôm sau (13 tháng 9), các Tập đoàn quân số 5 và số 6 của Pháp được sự hỗ trợ của quân Anh đã phát động cuộc tấn công trực diện của quân bộ binh vào chiến tuyến của Đức nhằm vòng qua cánh tây của cao điểm Chemin des Dames, nhưng bị quân Đức đẩy lùi. Cơ hội duy nhất cho liên quân Anh - Pháp là ở bên phải chiến tuyến của họ, khi quân Pháp phát hiện ra một lỗ hổng giữa hai Tập đoàn quân số 1 và số 2 của Đức. Nhưng một quân đoàn Đức đã được tung vào lỗ hổng này. Sau khi lập đầu cầu ở phía bắc sông Aisne vào ngày 14 tháng 9 năm 1914, phe Hiệp Ước đã tiếp tục tập kích quân Đức nhưng các cuộc phản công của quân Đức đã bẻ gãy cuộc tập kích của đối phương. Tập đoàn quân số 7 được lệnh của Tổng tham mưu trưởng Quân đội Đức là Erich von Falkenhayn cũng xuất hiện để che lấp lỗ hổng giữa hai Tập đoàn quân Đức. Quân Đức tiếp tục nắm giữ thế thượng phong trước địch thủ của mình trong giai đoạn sau đó. Súng máy và pháo binh mà họ khai triển để phòng ngự các cử điểm của mình đã gây bất lợi cho phe Hiệp Ước, và tuy phe Hiệp Ước đã thực hiện một số bước tiến nho nhỏ nhưng không thể củng cố chúng.
Tổng tư lệnh Joseph Joffre của Quân đội Pháp phải ra lệnh chấm dứt cuộc truy kích. Sau những thất bại của mình, khối Hiệp Ước đã bắt đầu thu nhỏ quy mô của cuộc chiến vào ngày 18 tháng 9 năm 1914, và cho đến ngày 28 tháng 9 năm ấy thì cuộc chiến kết thúc. Trận sông Aisne lần thứ nhất cho thấy cả hai phe, nhất là khối Hiệp Ước đã không thể tiến công những cứ điểm được bố phòng vững chãi của đối phương. Những cuộc tấn công dữ dội của liên quân Anh - Pháp đã không thể bọc sườn quân Đức, chưa kể quân Pháp còn chịu áp lực ngày một gia tăng tại Rheims. Trong khi quân đội Anh mất hơn 10% binh lực của mình, Thống chế Kitchener của Anh Quốc đã nhận thấy rằng người Đức không thể bị đánh bại nhanh chóng, và trận chiến này được xem là một bi kịch quốc gia của Anh Quốc. Tình hình bế tắc đã bắt đầu trên Mặt trận phía tây của cuộc chiến, và hai phe giờ đây cố gắng đánh tạt sườn nhau trong cái gọi là cuộc "Chạy đua ra biển".